# Marker (véhicule militaire)
Pour les articles homonymes, voir Marker.
Marker est un drone terrestre militaire multifonctionnel russe (véhicule terrestre sans pilote) sur roues et chenillé.

## Histoire
Le projet de plateforme Marker est développé depuis 2018 par la société Android Technology, en collaboration avec l'Advanced Research Foundation (FPI). Les travaux ont été achevés en janvier 2022. Il est présenté sur le forum russe Army-2022.
Depuis février 2023, le complexe est testé pendant l'invasion russe de l'Ukraine,.

## Description
Marker est une plateforme robotique modulaire polyvalent qui comporte des dizaines de modules différents. Marker utilise la fonction véhicule sans pilote, le système multispectral modulaire vision technique et réseaux de neurones sont utilisés. Il dispose de 2 plates-formes autonomes à roues et 3 à chenilles.

### Variantes
Le Marker a été testé en différents types de variantes afin de pouvoir effectuer des missions très diverses. Les variantes militaires disposent d'algorithmes de reconnaissance informatiques des équipements basés sur les images des caméras vidéo pour permettre d'identifier une cible ami ou ennemi.

#### Variante de renseignement
Il est alimenté en électricité par câble d'alimentation. Cela permet de se débarrasser du problème des batteries du drone, se protéger contre le brouillage radio (EW) et ainsi ne pas perdre la liaison avec le drone. Cette variante a la capacité d'emporter un drone quadrirotor installé à l'arrière du Marker. Il a été annoncé que le Marker pouvait servir de relais radio aux drones ce qui augmente considérablement la portée de ces drones et permet à l'opérateur repérer la zone en restant à bonne distance.

#### Variante de comat
Marker peut être équipé de fusil-mitrailleur, missiles antichars, lance-grenades automatique AGS et d'autres armes. Il peut également transporter du matériel militaire et médical,,.
Le Marker utilise un nouveau schéma de solutions d'entraînement. Le plateau tournant est équipé d'un entraînement direct sans engrenage, qui permet une rotation jusqu'à 400° par seconde et une grande précision de positionnement. Au centre du module se trouve une unité d'instrument optoélectronique qui surveille, capture un objet et le suit, il possède ses propres entraînements. À droite et à gauche de celui-ci se trouvent des lecteurs pour l'installation de la charge utile, qui fonctionnent séparément, non connectés les uns aux autres. Cette disposition vous permet de toucher simultanément des cibles avec différents types d'armes.

#### Variante de sécurité
Équipé de capteurs de nature différente (portée visible, portées infrarouges, radar). Selon le scénario, lors de la détection directe des contrevenants, le marqueur donne un signal au garde de service, active les avertissements sonores et commence à escorter l'invité non invité, en utilisant, si nécessaire, le drone situé sur la plateforme. La version a été créée afin d'assurer la sécurité des installations fermées qui nécessitent une patrouille constante d'une zone étendue à de courts intervalles, en particulier lorsqu'il s'agit de conditions climatiques difficiles.

#### Variante cargo
Dans cette configuration, la plateforme est équipée d'un système de chargement et de déchargement des conteneurs. Il peut arriver automatiquement au bon endroit, ramasser indépendamment un module spécial avec une cargaison, le transporter à un autre endroit et le décharger au sol.

## Galerie d'images

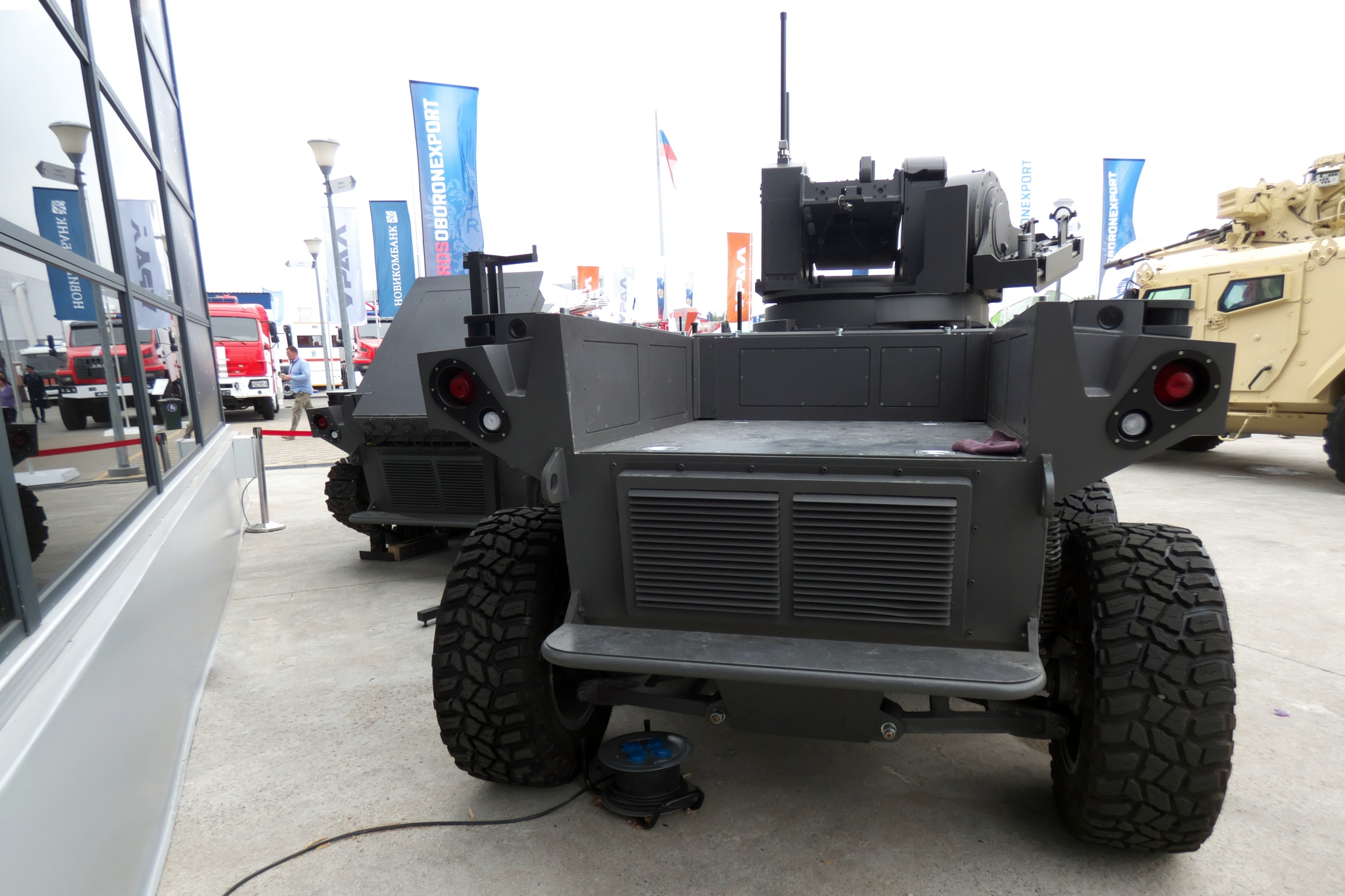
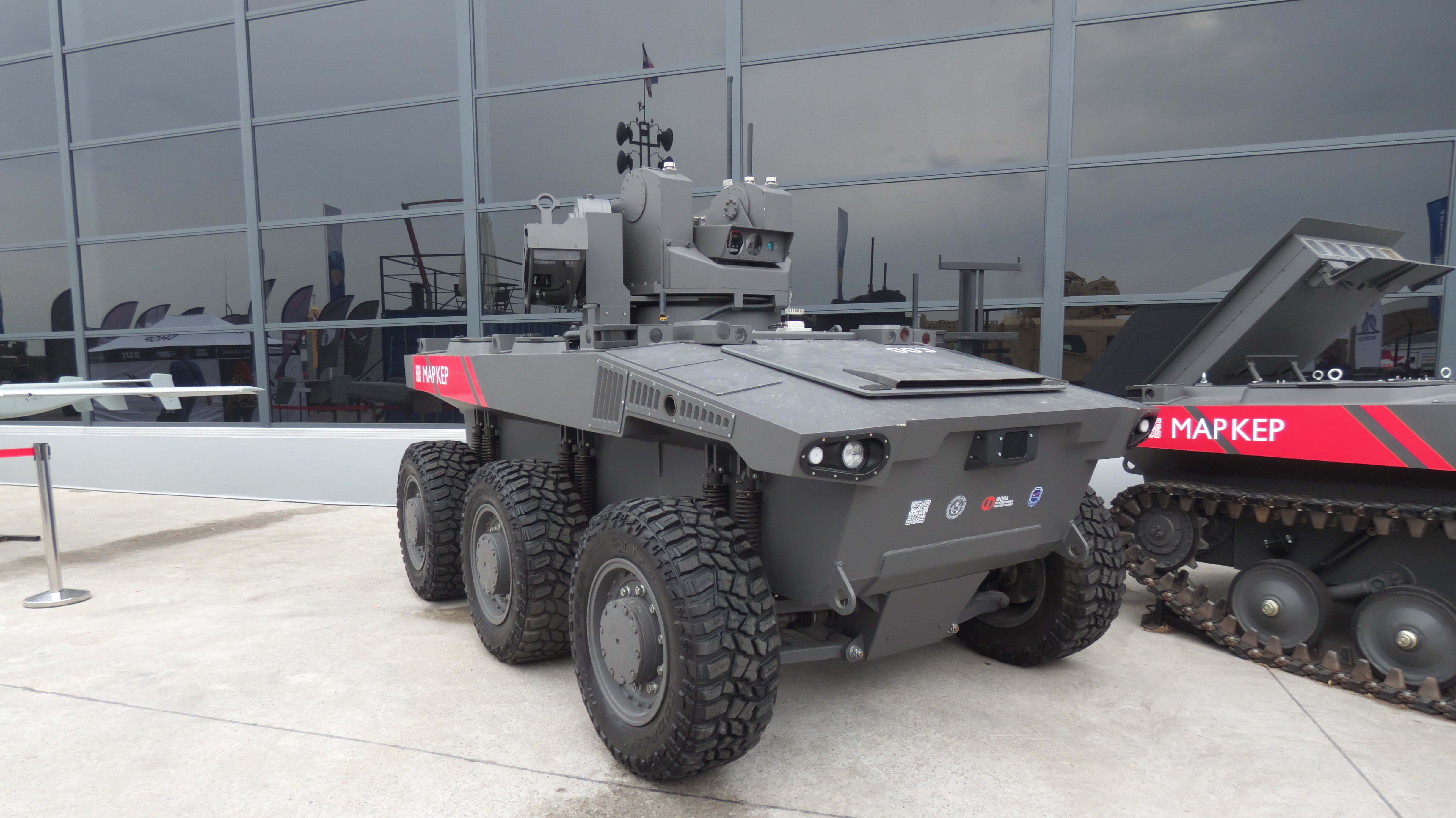
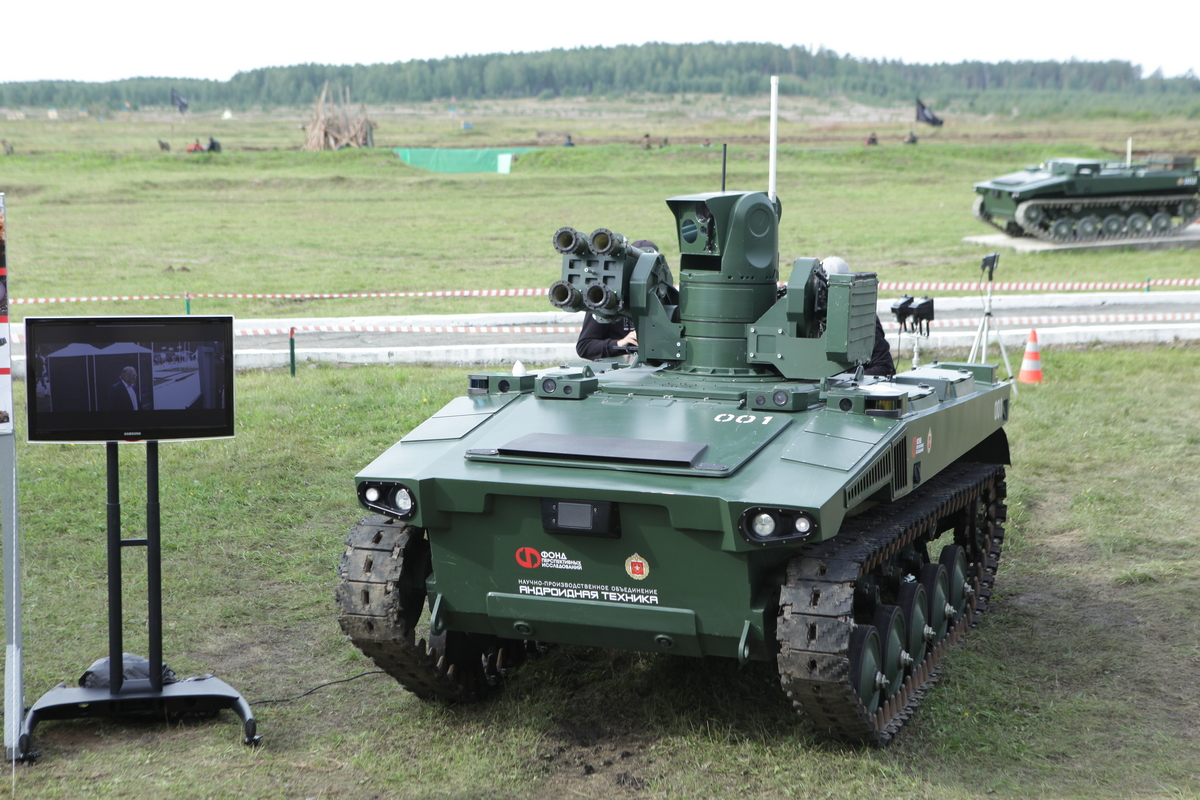
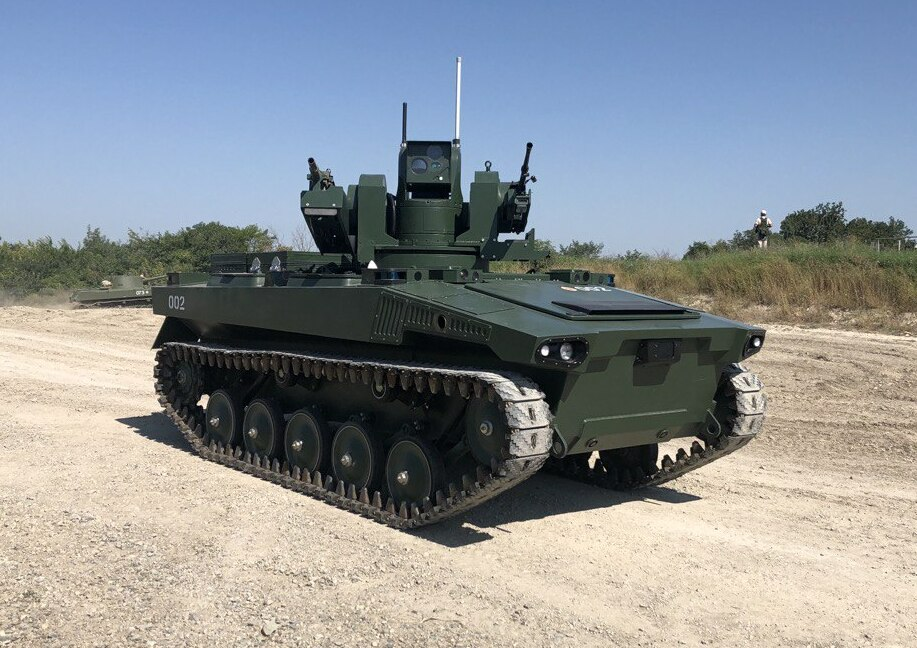

## Opérateur
- Russie